# Kazimierz Kosiński

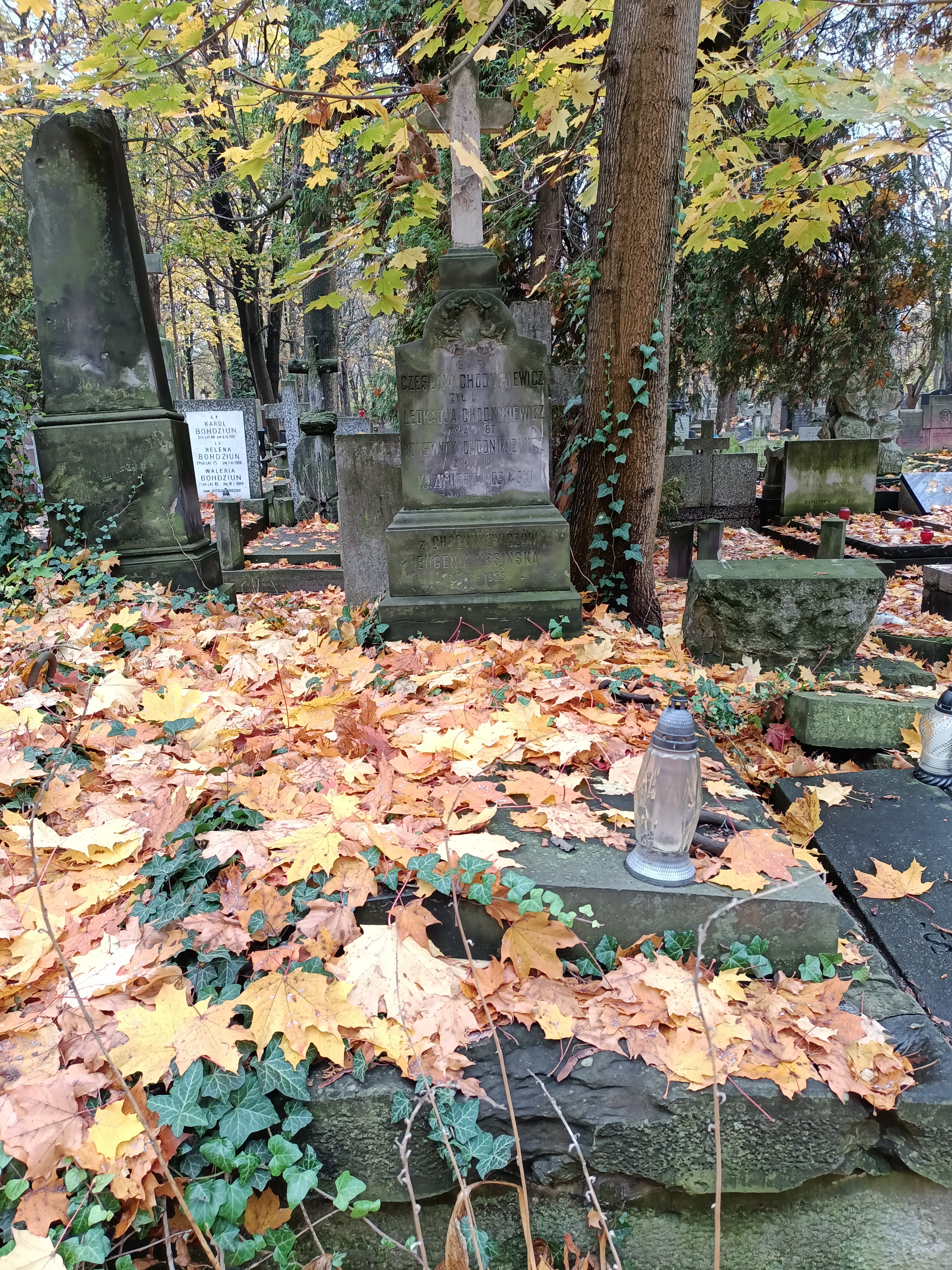
Grób Kazimierza Kosińskiego na cmentarzu Powązkowskim

Kazimierz Kosiński (ur. 1 lipca 1886 w Dąbrowie nad Czarną, zm. 21 maja 1970 w Warszawie) – polski poeta, historyk literatury, pedagog.

## Życiorys
Był synem Lucjana (nauczyciela) i Marii z Łosiów, siostrzeńcem filologa Jana Łosia. Uczęszczał do Gimnazjum E. Rontalera w Warszawie i I Gimnazjum Realnego w Krakowie, brał udział w pracach tajnych organizacji młodzieży gimnazjalnej oraz w strajku szkolnym w 1905. Studiował filologię na Uniwersytecie Jagiellońskim (1907–1911); wśród jego wykładowców byli m.in. wuj Jan Łoś oraz Ignacy Chrzanowski. W 1912 uzyskał doktorat filozofii (na podstawie pracy Euzebiusz Słowacki jako estetyk i teoretyk literatury). Uzupełniał później wykształcenie w dziedzinie historii i filologii w paryskiej Ecole des Hautes Etudes (1913–1914). Pracował jako nauczyciel języka polskiego – w Gimnazjum Rontalera w Warszawie (1915–1918), Gimnazjum im. Reja w Warszawie (1917–1944, od 1941 dyrektor szkoły), Liceum im. Sienkiewicza w Krakowie (1945), liceum w Mstowie (1945–1946, także dyrektor szkoły), liceum w Kłobucku (1946–1952, także dyrektor), Gimnazjum A. Wereckiej w Warszawie (1917–1924), szkole prywatnej w Starej Wsi k. Otwocka (1914–1915). Prowadził ponadto zajęcia z hymnologii na Wydziale Teologii Ewangelickiej Uniwersytetu Warszawskiego (1930–1939); na Zawodowych Kursach Księgarskich w Warszawie (1946–1948) wykładał dzieje kultury i literatury polskiej i powszechnej. W 1945 został członkiem korespondentem Towarzystwa Naukowego Warszawskiego, był członkiem Komisji do Badań nad Historią Literatury i Oświaty w Polsce tego towarzystwa.
Jego zainteresowania naukowe obejmowały historię literatury polskiego Odrodzenia i baroku, historię polskiego piśmiennictwa politycznego, historię literatury powszechnej. Badał twórczość Stanisława Ignacego Witkiewicza, z Tadeuszem Korniłowiczem opracował bibliografię prac Witkiewicza (1927), a w 1939 przygotował Wybór pism w dwóch tomach. Analizował stosunek Stanisława Wyspiańskiego do historycznego znaczenia powstania listopadowego. Przygotował Pisma wybrane Piłsudskiego (1932). Zajmował się również problematyką społeczną w twórczości Lwa Tołstoja. Z prac naukowych można wymienić:
- Król i Kaznodzieja. Zygmunt III i ks. Piotr Skarga (1919)
- Pisarze polityczni i historyczni do wieku XIX (1919–1920, 2 części)
- Szermierze poprawy Rzeczypospolitej (1920)
- Zamoyski jako rokoszanin (1921)
- Stanisław Witkiewicz (1924)
- Józef Piłsudski a romantyzm (1931)
- Oblicze polityczne dziejopisarstwa polskiego wieków średnich (1932)
- Jana Dymitra Solikowskiego „Wizerunek utrapionej Rzeczypospolitej polskiej” (1933)
- Za murami Elsynory. Studia o Wyspiańskim (1935)

Jako poeta wydał tomiki poetyckie Śród łez...i mgieł (1909), Mojżesz (1910), Śmierć (1910), Hiob (1911), Król Jagiełło (1911), Warneńczyk (1911), Chrystus (1912), Pieśni nad pieśniami (1912), Tomasz a Kempis (1913), Myśl i dusza (1916), Legenda pojednania (1919), Poemat o Walerianie Łukasińskim (1925).
Zmarł w Warszawie. Został pochowany na cmentarzu Stare Powązki (kwatera 248-1-7).
Mąż Eugenii z Chodnikiewiczów (1888–1955), z którą miał syna Jana, znanego scenografa teatralnego.

## Ordery i odznaczenia
- Krzyż Komandorski Orderu Odrodzenia Polski
- Srebrny Wawrzyn Akademicki (5 listopada 1935)[2]